# Pittosporum michiei
Pittosporum michiei är en tvåhjärtbladig växtart som beskrevs av Harry Howard Barton Allan. Pittosporum michiei ingår i släktet Pittosporum och familjen Pittosporaceae. Inga underarter finns listade.